# Pianificazione radiomobile

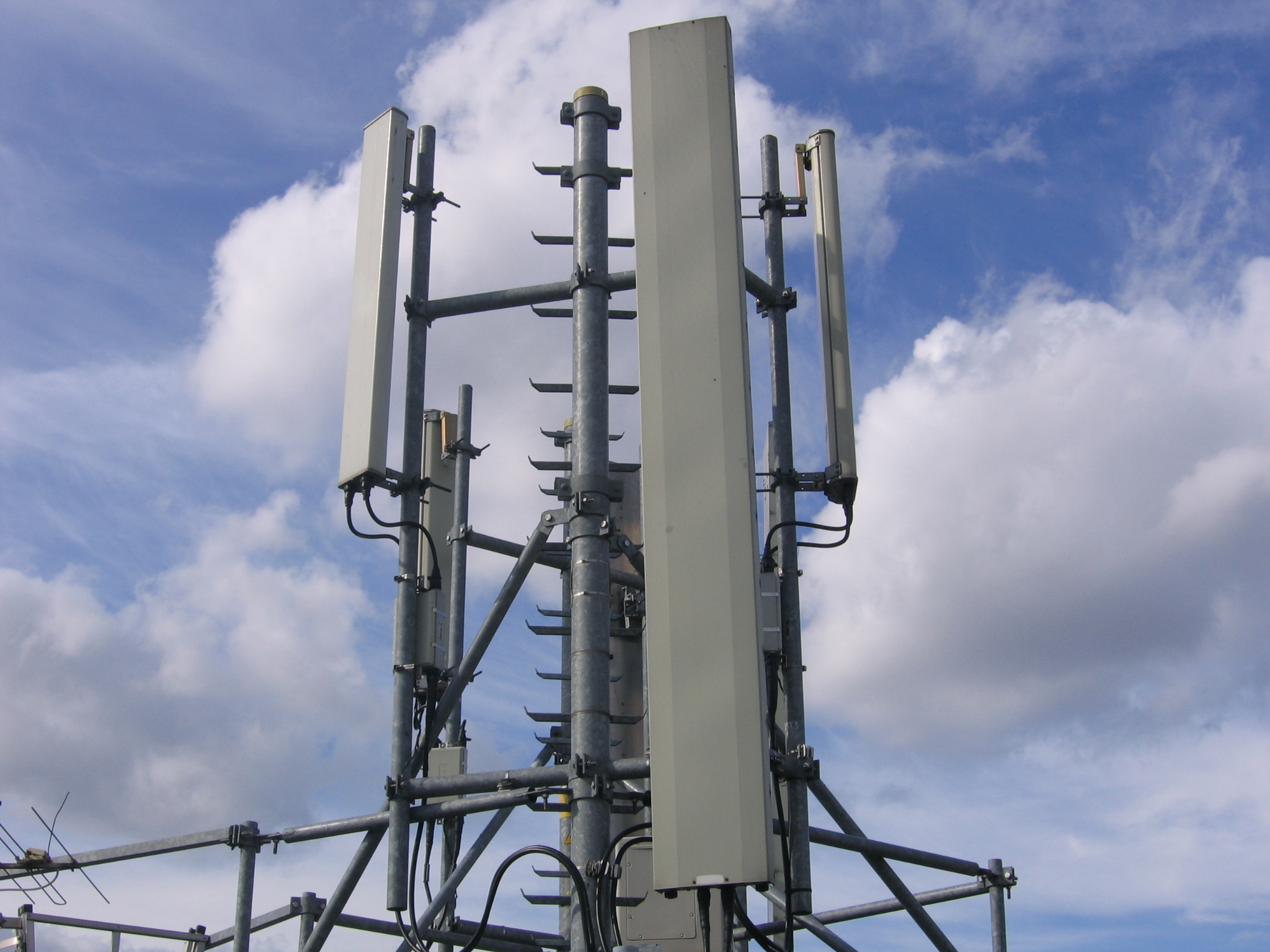
Stazione radio base GSM con le sue antenne a settore di copertura

In telecomunicazioni, nel contesto dei sistemi di comunicazione radiomobili, la pianificazione radiomobile (in inglese RF planning and optimization) è il processo di assegnazione di frequenze, posizionamento dei trasmettitori e dei parametri di un sistema di comunicazione wireless per fornire una copertura ed una capacità sufficienti per offrire i servizi richiesti. La modellazione di reti radiomobili cellulari, trunked, Wi-Fi o MANET, dipende da questi aspetti fondamentali. Il piano RF di un sistema di comunicazione ha due obiettivi: copertura e capacità. La copertura si riferisce all'impianto geografico all'interno del sistema che ha una potenza del segnale RF sufficiente a fornire una sessione di chiamata / dati. La capacità si riferisce alla capacità del sistema di sostenere un dato numero di partecipanti. Capacità e copertura sono correlate: per migliorare la copertura, la capacità deve essere sacrificata, mentre per migliorare la capacità, la copertura dovrà essere sacrificata. Il processo di Pianificazione RF consiste in quattro fasi principali.

## Descrizione

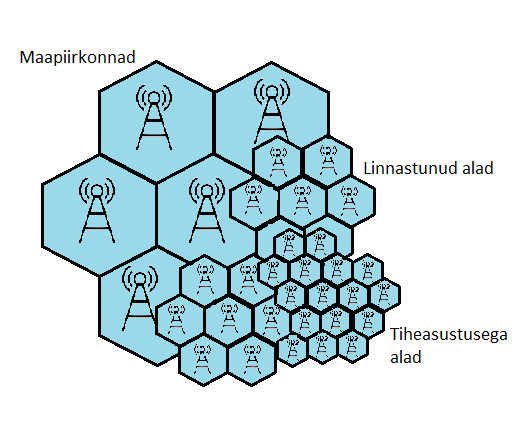
Esempio di suddivisione in celle radio di copertura

### 1ª Fase
Il primo livello del processo di pianificazione della RF è il bilancio di radiocollegamento. Utilizza il link budget del collegamento RF insieme a un modello di propagazione radio statistica (ad esempio Hata, COST-231 Hata o Erceg-Greenstein) per approssimare l'area di copertura dei siti pianificati e determinare infine quanti siti sono necessari per il particolare sistema di comunicazione RF. La propagazione statistica del modello non include gli effetti del terreno e ha un valore di pendenza e intercetta per ogni tipo di ambiente (rurale, urbano, suburbano, ecc.). Due input essenziali a questo livello sono le semplici caratteristiche del ricetrasmettitore radio e la mappa "piatta" dell'area. Questo approccio abbastanza semplicistico consente una rapida analisi del numero di siti che potrebbero essere richiesti per coprire una determinata area. Di seguito è riportato un elenco tipico di output prodotti in questa fase:
- Numero stimato di siti.

### 2ª Fase
Il secondo livello del processo di Pianificazione RF si basa su un modello di propagazione più dettagliato. Gli strumenti di pianificazione automatica vengono spesso impiegati in questa fase per eseguire previsioni dettagliate. Il modello di propagazione tiene conto delle caratteristiche dell'antenna selezionata, del terreno e dell'uso del terreno e del disordine di terra che circonda ciascun sito. Ciò richiede una caratterizzazione precisa e accurata di ogni ricetrasmettitore e del modello tridimensionale dettagliato del terreno. Poiché questi fattori sono considerati, questo modello di propagazione fornisce una stima migliore della copertura dei siti rispetto al modello di propagazione statistica iniziale. Pertanto, il suo utilizzo, unitamente al budget di collegamento RF, produce una determinazione più accurata del numero di siti richiesti. Di seguito è riportato un elenco tipico di output prodotti in questa fase:
- Numero di siti e ubicazioni (e altezza) del sito
- Antenna Indicazioni e Downtilts
- Elenchi di celle vicine per ciascun sito
- Parametri Mobility (Handover and Cell Reselection) per ciascun sito.
- Piano di frequenza
- Previsioni dettagliate di copertura (ad esempio Signal Strength (RSRP), Signal Quality (RSRQ) Best CINR, Best Server Areas, Uplink e Downlink Throughput)

### 3ª Fase
La terza fase del processo di pianificazione RF incorpora ulteriori dettagli nel piano RF. Questa fase include elementi come la raccolta dei dati dell'unità da utilizzare per tarare o calibrare il modello di previsione della propagazione, predire i dati disponibili in ogni sito, mettere a punto le impostazioni dei parametri (ad esempio orientamento dell'antenna, downtilting, piano di frequenza). Questo processo è richiesto nella distribuzione del sistema o nella determinazione della copertura basata sul contratto di servizio. Di seguito è riportato un elenco tipico di output prodotti in questa fase:
- Un elenco finale di siti e posizioni (e altezza) del sito
- Antenna ottimizzata Indicazioni e Downtilts
- Elenchi cellulari Neighbor ottimizzati per ciascun sito
- Parametri Mobility (Handover and Cell Reselection) per ciascun sito.
- Un piano di frequenza ottimizzato
- Previsioni dettagliate di copertura (ad esempio Signal Strength (RSRP), Signal Quality (RSRQ) Best CINR, Best Server Areas, Uplink e Downlink Throughput)

### 4 Fase
La fase finale del processo di pianificazione RF prevede l'ottimizzazione continua del piano RF per adattarsi ai cambiamenti nell'ambiente o ai requisiti di servizio aggiuntivi (ad esempio copertura o capacità aggiuntiva). Questa fase inizia dalla distribuzione iniziale della rete e comporta la raccolta di dati di misurazione su base regolare che potrebbero essere effettuati tramite test dell'unità o raccolta centralizzata. I dati vengono quindi utilizzati per pianificare nuovi siti o per ottimizzare le impostazioni dei parametri (ad esempio orientamento dell'antenna, downtilting, piano di frequenza) dei siti esistenti.